# Drosophila altissima
Drosophila altissima är en tvåvingeart som beskrevs av Léonidas Tsacas 1980. Drosophila altissima ingår i släktet Drosophila och familjen daggflugor.
Artens utbredningsområde är Kenya och Kongo.